# Charles Metz

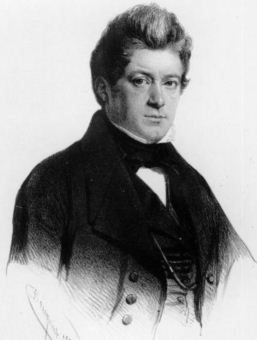
Charles Metz

Gérard Charles Emmanuel Metz (Luxemburg, 6 januari 1799 - Diekirch, 24 april 1853) was een Belgisch en Luxemburgs volksvertegenwoordiger.

## Levensloop
Metz was een zoon van de limonadefabrikant Jean Metz en van Justine Gérard. Hij trouwde met Anne-Marie Vannerus.
Hij promoveerde tot doctor in de rechten (1822) aan de Universiteit van Luik en vestigde zich als advocaat achtereenvolgens bij de balies van Luxemburg, Aarlen en Luik.
Hij was medestichter en medewerker van:
- Société Auguste Metz et Compagnie,
- L'Echo du Luxembourg.

Hij was ook directeur van Le Courrier du Grand-Duché du Luxembourg (1848-1853).
Van 1837 tot in juni 1841 was hij liberaal volksvertegenwoordiger voor het arrondissement Grevenmacher.
Hij trok zich toen uit België terug en nam actief deel aan het politiek leven binnen het Groothertogdom Luxemburg. Zo was hij:
- lid van de provinciale staten van Luxemburg (1843),
- afgevaardigde van het kanton Luxemburg in de constituante vergadering van 1848,
- lid van de commissie voor de uitwerking van een Luxemburgse grondwet (1848),
- lid en voorzitter (tot aan zijn dood) van de Luxemburgse Kamer van volksvertegenwoordigers,
- gemeenteraadslid van Luxemburg-stad van 1843 tot 1848.